# Piper procerifolium
Piper procerifolium är en pepparväxtart som beskrevs av C. Dc.. Piper procerifolium ingår i släktet Piper och familjen pepparväxter. Inga underarter finns listade i Catalogue of Life.